# Reprodução simulada dos fatos
A reprodução simulada dos fatos, ordinariamente chamada de reconstituição de crimes, é o processo de simular o contexto e o ambiente onde alguma transgressão foi praticada por meio de evidências e depoimentos. O procedimento é usado para verificar e determinar a mecânica e o modus operandi do(s) criminoso(s), bem como esclarecer aspectos do crime, identificar possíveis agravantes bem como premeditação. A reprodução simulada dos fatos está prevista no art. 7º do Código do Processo Penal Brasileiro, porém desde que a simulação dos fatos não contrarie a ordem pública ou a moralidade do acusado. Da perspectiva técnica, a expressão “reconstituir” é incorreta, pois a prática procura apenas documentar, e não refazer, o ato criminoso.